# ホセ・トマス・エラスリス
ホセ・トマス・エラスリス（José Tomás Errázuriz Urmeneta 1856年11月 -、1927年4月1日）は、チリの画家、外交官である。ヨーロッパで活動し人物画や風景画を描いた。

## 略歴
サンティアゴで裕福な政治家、Maximiano Errázuriz Valdivieso とその妻の Amalia Urmeneta Quirogaの間に生まれた。エラスリスが5歳の時、母親は、弟の出産後に亡くなり、祖母に育てられた。
サンティアゴの国立美術学校(Academia de Pintura)に入学し、エルンスト・キルヒバッハに学んだ。1880年にエウヘニア・ウイチ(Eugenia Huici: 1860-1951) と結婚した。夫妻は新婚旅行でヴェネツィアを旅し、そこでアメリカ出身の画家、ジョン・シンガー・サージェントと知り合い、サージェントは妻をモデルに何枚かの肖像画を描いた。夫妻はバルパライソ州にあるエラスリス家の農場で過ごし、最初の子供が生まれるが、出産後すぐになくなってしまった、
1893年に夫妻はパリに移った。パリにはエラスリスの妹と結婚した外交官で画家のラモン・スベルカソー・ビクーニャ(Ramón Subercaseaux: 1854-1937)がパリで活動していた。パリでは外交官として働くとともにアンリ・ジェルベクスやアルフレッド・ユベール(Alfred Hubert)の教える絵画学校で学び、1888年に作品を展覧会に出展した。
義弟のスベルカソーや、同じようにヨーロッパで外交官としても働いていた画家のオレゴ・ルコ(Alberto Orrego Luco: 1854-1931)と美術家グループを作り活動した。
1900年頃、夫妻はロンドンに移るが、結核のためスイスで長期間療養することもあった。夭折した子供の後、3人の子供が生まれたが、夫婦仲は悪くなっていた。妻のエウヘニア・エラスリスはパリの社交界でファッション・リーダーとなり、芸術家のパトロンとして知られた女性になった。
ホセ・トマス・エラスリスは肖像画家のサージェントやパリで活躍した肖像画家、ジョヴァンニ・ボルディーニの友人であり、人物画を描き、ノルマンディーに滞在し風景画も描いた。
ロンドンで亡くなった。

## 作品

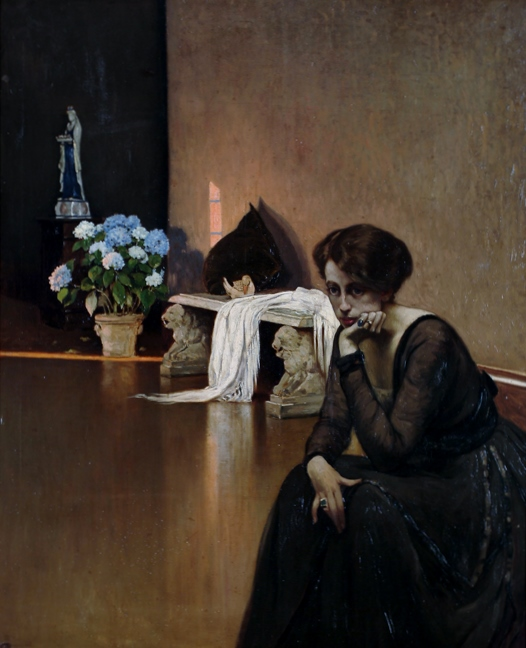
"Angustia"、Casa del Arte蔵
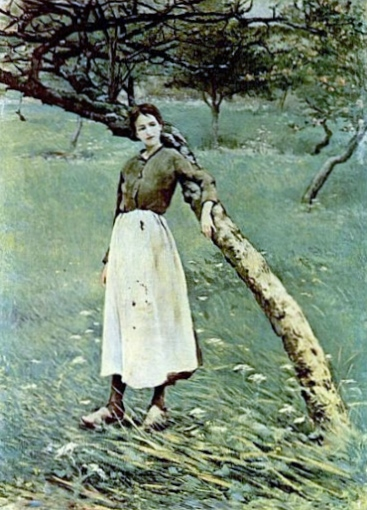
ブルターニュの農民
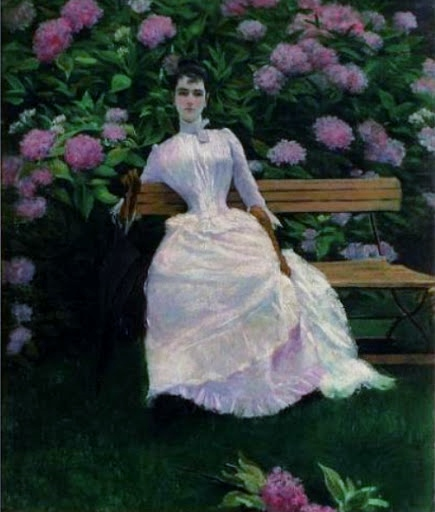
"Eugenia"（c.1880)
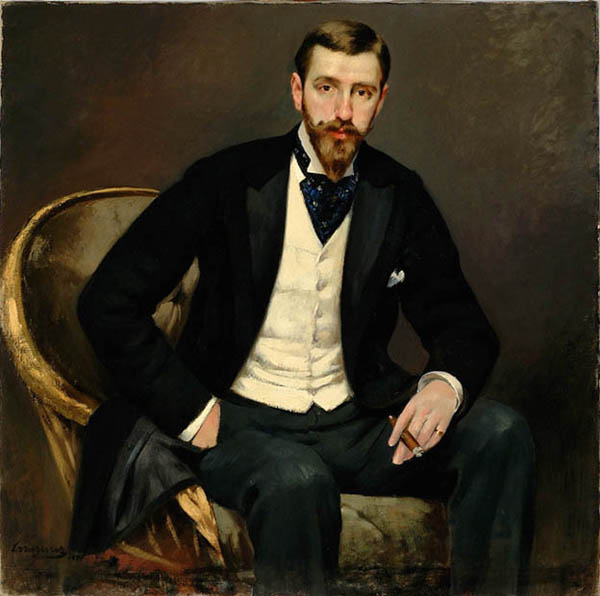
肖像画

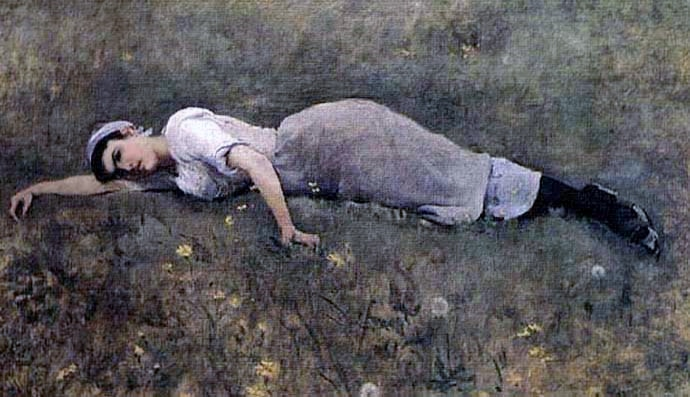
横たわる農家の娘
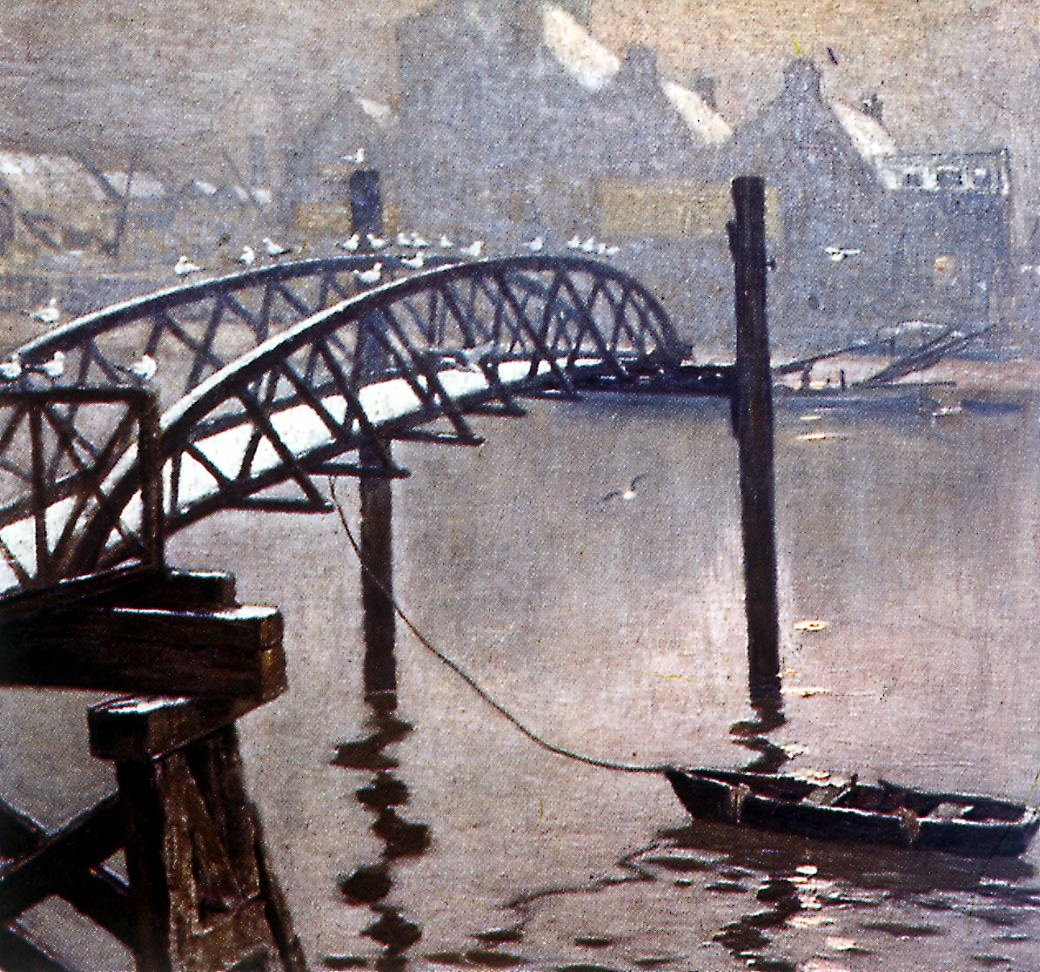
テムズ川のカモメ
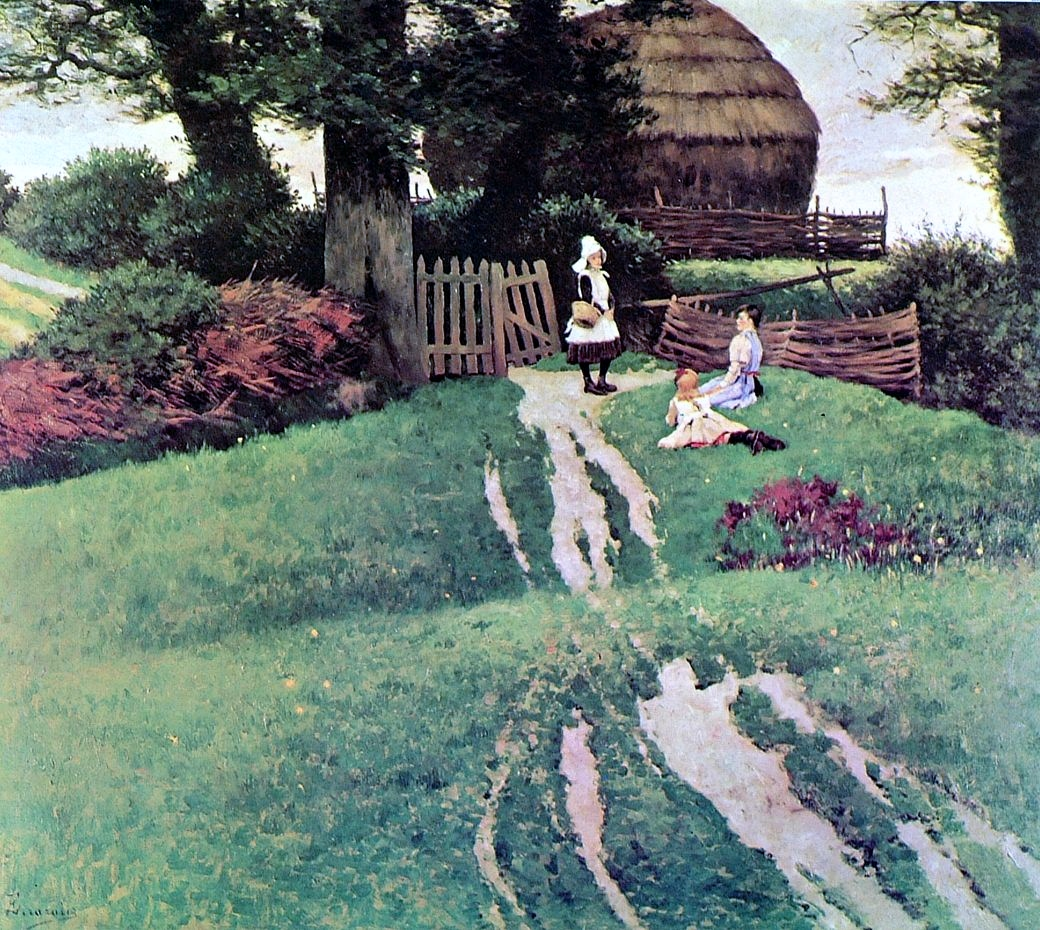
子供たちのいる風景